# Барон Ашкомб
Барон Ашкомб, Доркинг в графство Съри и замъка Боудиъм в графство Съсекс е титла на британската аристокрация. Създадена е през 1892 г. за политика консерватор Джордж Къбит. Той е син на архитекта Томас Къбит. Днес титлата е носена от четвъртия барон, правнук на Джордж Къбит.
Розалин Мод Къбит, дъщеря на третия барон, е майката на Камила, херцогиня на Корнуол, съпруга на принц Чарлс.
Първият барон купува замъка Боудиъм в Съсекс през 1874 г. През 1916 г. той е продаден. Днес резиденцията на бароните Ашкомб е в замъка Съдли.

## Барони Ашкомб
- Джордж Хобит, 1-ви барон Ашкомб (1828–1917)
- Джордж Хобит, 2-ри барон Ашкомб (1867–1947)
- Джордж Хобит, 3-ти барон Ашкомб (1899–1962)
- Хенри Къбит, 4-ти барон Ашкомб (1924-)